# Georg Heinrich Bose

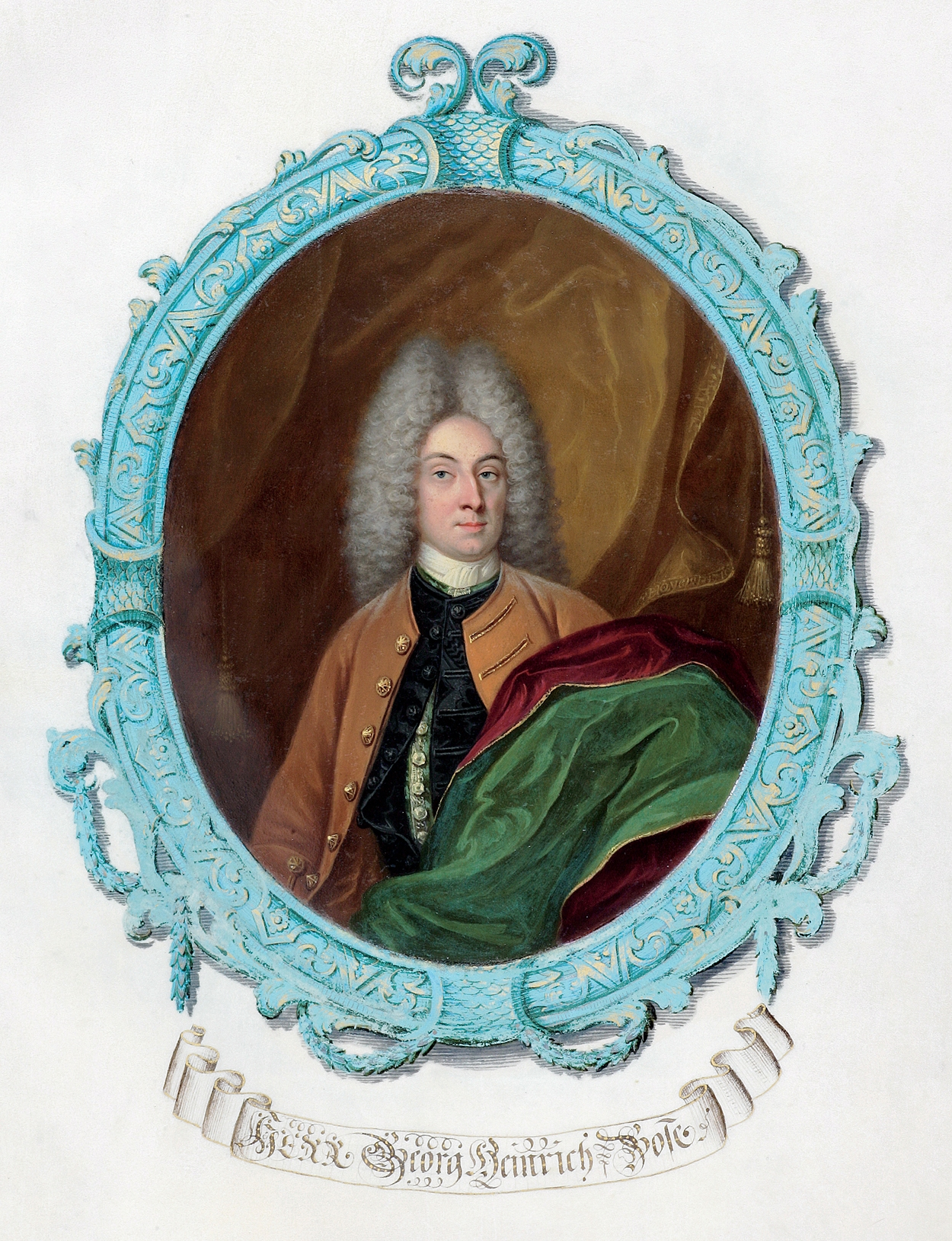
Georg Heinrich Bose, um 1710

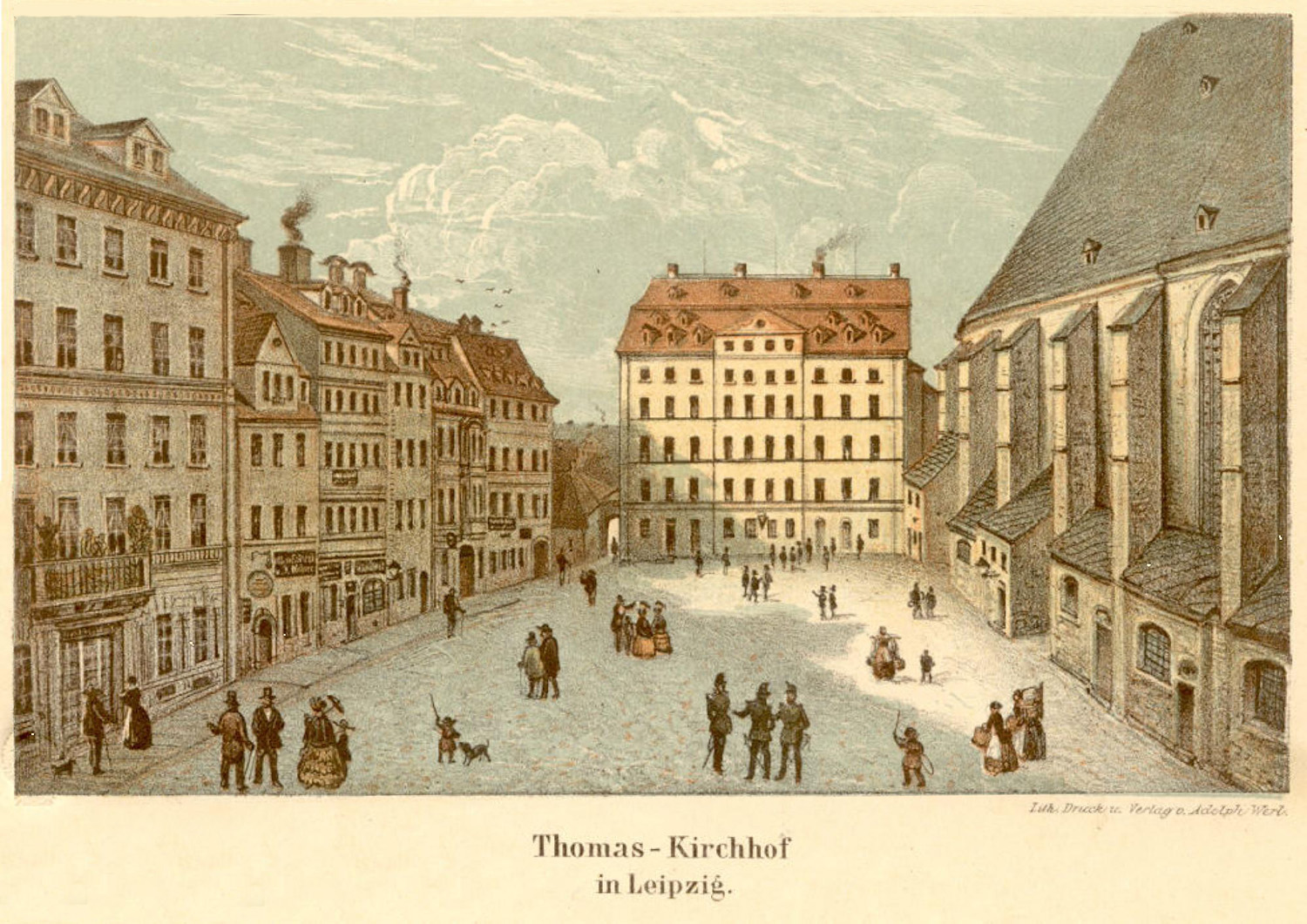
Das Bosesche Haus (5. von links) in der Nachbarschaft der Thomasschule am Ende des Thomaskirchhofs

Georg Heinrich Bose (* 1. Junijul. / 11. Juni 1682greg. in Leipzig; † 3. Oktober 1731 ebenda) war ein deutscher Handelsherr und der Namensgeber des Bosehauses in Leipzig.

## Leben
Georg Heinrich Bose war der zweite Sohn des Leipziger Handels- und Ratsherrn Caspar Bose. Er betrieb zusammen mit seinem Bruder Caspar Bose d. J. (1672–1730) die von ihrem Großvater Johann Ernst Bose (1612–1681) gegründete kurfürstlich privilegierte Silberwaren-Manufaktur. In ihr wurde Gold- und Silberdraht hergestellt. Zu Posamenten verarbeitet, sicherte der Handel mit diesen der Familie Wohlstand und die Zugehörigkeit zum Leipziger Patriziat.
Im Jahr 1710 kaufte Georg Heinrich Bose am Thomaskirchhof ein Haus, das er im barocken Stil umbauen und mit den Bequemlichkeiten der Zeit ausstatten ließ. Das Haus lag dicht neben der Thomasschule, in der ab 1723 Johann Sebastian Bach lebte und lehrte. Beide Familien wurden gute Nachbarn, und Bach weilte des Öfteren im Boseschen Haus.
1706 hatte Georg Heinrich Bose in Hamburg Eva Sybilla Bachmaier († 1741), die Tochter des dänischen Konsuls Matthias Bachmaier, geheiratet. Mit ihr hatte er elf Kinder, von denen zwei früh verstarben. Die Bekanntschaft mit der Familie Bach führte dazu, dass vier Bosesche Töchter Taufpatinnen von vier Bachschen Töchtern wurden und Bach auch Kompositionen zu Festen in der Boseschen Familie schrieb.
Dieser Verbindung besann man sich, als in der zweiten Hälfte des 20. Jahrhunderts nach einer möglichst authentischen Stätte eines Leipziger Bach-Museums gesucht wurde, denn die alte Thomasschule war 1902 abgerissen worden. Der Bachforscher Werner Neumann wies auf die Bedeutung des Boseschen Hauses für Bach hin und regte die museale Gestaltung des Hauses an. Das Haus wurde rekonstruiert und zur musealen Nutzung eingerichtet. Am 21. März 1985 konnte zum 300. Geburtstag Bachs das Bach-Museum eröffnet werden. Das Haus wurde nun nach Georg Heinrich Bose das Bosehaus genannt.
Georg Heinrich Bose war Mitglied der Leipziger karitativen Gesellschaft der Vertrauten.